# Limnonectes
A Limnonectes a kétéltűek (Amphibia) osztályába, a békák (Anura) rendjébe és a  Dicroglossidae családjába tartozó nem.

## Elterjedése
A nembe tartozó fajok kelet- és délkelet-Ázsiában honosak. Természetes élőhelyük többnyire az erdei patakok. A nem több faja élhet békésen ugyanazon a területen. A nagyobb testű fajok a gyors folyású patakokban élnek, míg a kisebbek a folyóparti avarban húzódnak meg. Az Indonéziához tartozó Celebesz szigeten legalább a nem 15 faja található meg, ezek közül eddig csupán négyet írtak le.

## Rendszerezés
A nembe az alábbi fajok tartoznak:
- Limnonectes acanthi (Taylor, 1923)
- Limnonectes alpinus (Huang & Ye, 1997)
- Limnonectes arathooni (Smith, 1927)
- Limnonectes asperatus (Inger, Boeadi & Taufik, 1996)
- Limnonectes bannaensis Ye, Fei & Jiang, 2007
- Limnonectes blythii (Boulenger, 1920)
- Limnonectes cintalubang Matsui, Nishikawa & Eto, 2014
- Limnonectes dabanus (Smith, 1922)
- Limnonectes dammermani (Mertens, 1929)
- Limnonectes deinodon Dehling, 2014
- Limnonectes diuatus (Brown & Alcala, 1977)
- Limnonectes doriae (Boulenger, 1887)
- Limnonectes ferneri Siler, McVay, Diesmos & Brown, 2009
- Limnonectes finchi (Inger, 1966)
- Limnonectes fragilis (Liu & Hu, 1973)
- Limnonectes fujianensis Ye & Fei, 1994
- Limnonectes grunniens (Latreille, 1801)
- Limnonectes gyldenstolpei (Andersson, 1916)
- Limnonectes hascheanus (Stoliczka, 1870)
- Limnonectes heinrichi (Ahl, 1933)
- Limnonectes hikidai Matsui & Nishikawa, 2014
- Limnonectes ibanorum (Inger, 1964)
- Limnonectes ingeri (Kiew, 1978)
- Limnonectes isanensis McLeod, Kelly & Barley, 2012
- Limnonectes jarujini Matsui, Panha, Khonsue & Kuraishi, 2010
- Limnonectes kadarsani Iskandar, Boeadi & Sancoyo, 1996
- Limnonectes kenepaiensis (Inger, 1966)
- Limnonectes khammonensis (Smith, 1929)
- Limnonectes khasianus (Anderson, 1871)
- Limnonectes kohchangae (Smith, 1922)
- Limnonectes kuhlii (Tschudi, 1838)
- Limnonectes larvaepartus Iskandar, Evans & McGuire, 2014
- Limnonectes lauhachindai Aowphol, Rujirawan, Taksinum, Chuaynkern & Stuart, 2015
- Limnonectes leporinus Andersson, 1923
- Limnonectes leytensis (Boettger, 1893)
- Limnonectes limborgi (Sclater, 1892)
- Limnonectes liui (Yang, 1983)
- Limnonectes macrocephalus (Inger, 1954)
- Limnonectes macrodon (Duméril & Bibron, 1841)
- Limnonectes macrognathus (Boulenger, 1917)
- Limnonectes magnus (Stejneger, 1910)
- Limnonectes malesianus (Kiew, 1984)
- Limnonectes mawlyndipi (Chanda, 1990)
- Limnonectes medogensis (Fei, Ye & Huang, 1997)
- Limnonectes megastomias McLeod, 2008
- Limnonectes micrixalus (Taylor, 1923)
- Limnonectes microdiscus (Boettger, 1892)
- Limnonectes microtympanum (Van Kampen, 1907)
- Limnonectes modestus (Boulenger, 1882)
- Limnonectes namiyei (Stejneger, 1901)
- Limnonectes nguyenorum McLeod, Kurlbaum & Hoang, 2015
- Limnonectes nitidus (Smedley, 1932)
- Limnonectes palavanensis (Boulenger, 1894)
- Limnonectes paramacrodon (Inger, 1966)
- Limnonectes parvus (Taylor, 1920)
- Limnonectes plicatellus (Stoliczka, 1873)
- Limnonectes poilani (Bourret, 1942)
- Limnonectes rhacodus (Inger, Boeadi & Taufik, 1996)
- Limnonectes selatan Matsui, Belabut & Ahmad, 2014
- Limnonectes shompenorum Das, 1996
- Limnonectes sisikdagu McLeod, Horner, Husted, Barley & Iskandar, 2011
- Limnonectes taylori Matsui, Panha, Khonsue & Kuraishi, 2010
- Limnonectes timorensis (Smith, 1927)
- Limnonectes tweediei (Smith, 1935)
- Limnonectes utara Matsui, Belabut & Ahmad, 2014
- Limnonectes visayanus (Inger, 1954)
- Limnonectes woodworthi (Taylor, 1923)
- Limnonectes xizangensis (Hu, 1977)